# Anton Johanson
Karl Anton Johanson (* 28. Januar 1877 in Köping; † 24. Dezember 1952 in Bromma, Stockholm) war ein schwedischer Fußballspieler und -funktionär.

## Leben
Johanson spielte bei IFK Köping und IFK Stockholm. 1904 gehörte er zu den Gründungsmitgliedern des schwedischen Fußballverbandes. Für diesen war er bis 1937 tätig. Bis 1922 war er Generalsekretär des Sportbundes, anschließend dessen Vorsitzender. Nach Ende seiner Tätigkeit wurde er 1937 zum Ehrenmitglied des Fußballverbandes ernannt. 1932 bis 1938 gehörte Johanson zudem dem Vorstand der FIFA an und war 1924 bis 1925 Mitglied des International Football Association Board. Parallel dazu war er von 1924 bis 1948 Präsident des schwedischen Eishockeyverbands Svenska Ishockeyförbundet.
1916 gehörte Johanson zu den Initiatoren der Svenska Spelen. 1917 bis 1920 war er auch Vorsitzender des Uttagningskommittén, des Auswahlkomitees der Nationalmannschaft. Damit war er auch für die Auswahl des Kaders bei den Olympischen Spielen 1920 verantwortlich.